# バンコール
バンコール（bancor）は、1940年から1942年にジョン・メイナード・ケインズとエルンスト・フリードリッヒ・シューマッハーが提案した超国家的な通貨のことを言う。第二次世界大戦後に世界経済を安定させるため、英国がブレトン・ウッズ会議でバンコールの導入を公式提案したが、アメリカ合衆国の合意をとりつけることができず、実現には至らなかった。この会議では最終的に、バンコールではなく、世界銀行とIMFによって管理された制度において、物理的な金（きん）と結び付けられる固定為替相場制（金本位制）が採用された。そして、金との兌換性を維持した米ドルを基軸通貨とするブレトン・ウッズ体制は1971年のニクソンショックまで続くことになる。一部、IMFのSDR(特別引出権)が、バンコールの機能を継承されているという考え方もある。
発案当初、バンコールの他に超国家通貨の命名には次の候補があった。
- ユニタス
- ドルフィン
- ベザント
- ダリック

## 概要
バンコールは、多国間決済制度を通し、会計帳簿上の単位として国際貿易において使用される。この制度を敷くにあたり、ICU（The International Clearing Union; 国際清算同盟）という機関が想定されていた。多くの国において、「銀行」に対して「中央銀行」が存在するのと同様に、ICUは、「各国の中央銀行」に対する「中央銀行」となるような、国家間の貿易・取引の決済を行う機関となる。
つまり、全ての国際貿易は、ICUを通してバンコール建てとなる。バンコールは固定為替相場となるが、その為替相場は調整可能とされる。

## グローバル経済安定化の方法論
輸出は全て、国の会計帳簿でバンコールが加算され、輸入は全て、国の会計帳簿で減算される。ここで、一般的な銀行の“当座貸越”の概念を用いて、バンコールとICUの説明がなされる。ICUでの当座貸越の限度額は、過去5年間の貿易収支平均の2分の1とされる。この限度額を超えた場合、債務国は超えた赤字分に対して利子を支払わなければならない。ここで注意しなければならないのは、一般銀行の当座貸越とは違い、国際収支帳簿上の黒字国である債権国も、超過分に対して利子を支払わなければならないことである。赤字額、あるいは黒字額が大きくなるほど利子は高くなる。
赤字国（債務国）はバンコールに対する通貨を引き下げ、輸出を増やさなければならず、輸入品はより高額に設定され、輸入を減らすように促される。同様に、黒字国（債権国）はバンコールに対する通貨を引き上げ、赤字国の輸出品を買わなければならない。それでも黒字国が輸出の限度額を超えたまま決済を迎えた時には、その超過分をICUに没収される。ちなみに、このICUで没収された積立金は、国際警察(現在のICPOとは別のものと思われる)や災害救助活動など、加盟国に対して有効利用される。
このため、没収されないように黒字国は輸入を増やそうとするので、赤字国の改善が見出される。つまり、各国はバンコールの貿易収支差額が0になるよう調整することになる。このシステムによって、物理的な金と国の通貨は、国際貿易の中で使用されず、国家間での移動も失くすことができ、グローバル経済の影響を抑えるというのがバンコールとICUの考え方である。

## バンコールの特徴
- バンコールは国際通貨とはならず、国際的な会計帳簿の単位となる。
- 金はバンコールへの交換はできるが、バンコールを金にする交換はできない。
- 一般流通はされない。例えば、個人がバンコールの保持や取り引きをすることはできない。
  - ここで、ビットコインとは全く別の性質ということが明確にわかる。
- 国際取引・貿易はすべてバンコールで評価され、決済が行われる。
- 債務国と債権国の関係は二国間とは限らない。N：Nである。
- バンコールは貯金ができない。このため国内流通に影響を与えない。
- 国家間の貿易収支を測定するために使用される。

## 21世紀における注目
近年、特に2008年の金融危機の発生に伴い、ケインズの提案は再び注目されることになる。
2007年1月、スーザン・ジョージは「これらの機関ができていたら、先進国と途上国、双方の住民の必要に応じた貿易システムが構築され、世界は現在よりも理にかなったものとなっていただろうからだ。」と「ル・モンド・ディプロマティーク」で述べている。
2009年3月、「国際通貨制度を改革せよ（Reform the International Monetary System）」という題の演説の中で、中国人民銀行の周小川総裁は、ケインズのバンコールの働きかけを「先見の明有」と称し、金融危機に対する反応では、「グローバルな準備通貨として、国際通貨基金 (IMF) の特別引出権 (SDR) を採用すべし」と提案した。彼は、トリフィンのジレンマ（流動性のジレンマ；ある国内の金融政策の目標を達成しながら、同時に他国の準備通貨の需要に合わせられないという矛盾）を理由に挙げ、国家の通貨がグローバルな準備通貨となるのは、不適切であると主張した。
2009年9月、「国連・国際通貨金融システム改革の専門家委員（Experts on reforms of the international monetary and financial system）」の報告書で、上記同様に、トリフィンのジレンマを挙げ、米ドル本位制の反省とSDRに着想を得た世界準備通貨構想について述べられている。
ジャーナリストのジョージ・モンビオットは、「ICUの提案されたメカニズムが発展途上国の意思決定に対して、より強い力を与え、今現在の状態ほど極度に国際貿易に巻き込まれてはいなかった」と主張している。
2017年06月12日、同名の仮想通貨バンコールのICOが始まった。ICOは成功裏に終わり、1億5300万ドルを調達した。